# Freiheit: Erinnerungen 1954–2021
Freiheit: Erinnerungen 1954–2021 ist der Buchtitel für die 2024 bei Kiepenheuer & Witsch erschienenen Memoiren der ehemaligen deutschen Bundeskanzlerin Angela Merkel. Von ihr und ihrer langjährigen politische Beraterin Beate Baumann verfasst, wurde das Buch im November 2024 zeitgleich in mehreren Sprachen veröffentlicht und zum Bestseller. Es schildert ausgewählte Ereignisse aus diesen 67 Jahren ihres persönlichen und politischen Lebens – von ihrer Kindheit auf dem Land in der DDR bis zum Ende ihrer sechzehnjährigen Kanzlerschaft des wiedervereinten Deutschlands im Jahr 2021. Es umfasst die Kindheit und Jugend Merkels (geb. 1954 als Angela Dorothea Kasner). Sie war in der DDR in einem Pfarrhaus aufgewachsen – nach den Jugendjahren in Templin (Uckermark) studierte sie Physik mit einem Promotionsabschluss in Berlin. Sie engagierte sich nach der politischen Wende im Osten Deutschlands politisch deutschlandweit in der CDU. 1990 wurde sie in den 12. Deutschen Bundestag gewählt. Sie war ab 1991 Jugend- und Frauen- und ab 1994 Umweltministerin in Regierungen unter Kanzler Helmut Kohl. Von 2000 bis 2018 führte sie den Vorsitz in der CDU als Bundespartei. 2005 wurde sie mit 51 Jahren erstmals Bundeskanzlerin als Nachfolgerin von Gerhard Schröder (SPD). Die 67-jährige Merkel war zur Bundestagswahl 2021 (für den 20. BT) nicht als Bewerberin angetreten. Sie hatte nach 16 Jahren als Regierungschefin ihre Amtsführung selbst beendet.

## Inhalt
Die Memoiren umfassen nach Merkels Worten ihre „zwei Leben“: die Jahre vor 1990 und danach die Zeit in der Politik. Sie beschreiben Merkels Werdegang zur ersten Frau an der Spitze der deutschen Bundesregierung und ihr Handeln als solche aus der subjektiven Sicht der beiden Autorinnen.

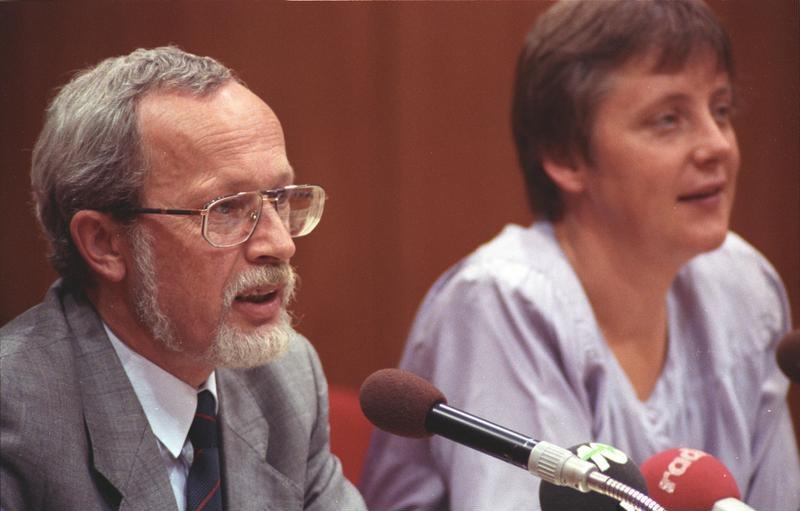
Archivbild aus dem Jahr 1990 mit Lothar de Maizière

Dem Prolog des Buches zufolge soll es einen Einblick in die Funktionsweise der deutschen und internationalen Politik bieten. Der Titel des Buchs spielt auf individuelle und politische Aspekte des Freiheitsbegriffs für sie im Deutschland der Gegenwart an.
Die chronologisch aufgebauten Abschnitte des Buches beginnen mit Merkels Kindheit und Jugend in der DDR (Großeltern, ihr Vater der evangelische Pfarrer) sowie ihren Erfahrungen während der Wende und friedlichen Revolution der DDR. Dieser Abschnitt trägt die Überschrift „Ein demokratischer Aufbruch“.
Ab 1990, mit dem Beginn ihrer politischen Karriere in Bonn und ihrem Aufstieg in der CDU, beschreibt sie verschiedene Ereignisse dieser Zeit. Zum Beispiel ihr Aufstieg in der Bundes-CDU („Freiheit und Verantwortung“). Über ihre ersten zehn Jahre als Kanzlerin (unter den Titeln „Deutschland dienen I und II“) beschreibt sie Finanz- und Euro-Krisen sowie den ersten Überfall Russlands auf Teile der Ukraine 2014. Aus der Zeit ab 2015 geht sie ausführlich auf ihre Sicht zur europäischen Flüchtlingskrise ein.

## Entstehung und Präsentation des Buchs
Das 736 Seiten umfassende Buch entstand in Zusammenarbeit mit Beate Baumann, die seit 1992 ihre politische Beraterin war. Die Arbeiten an dem Werk dauerten rund zwei Jahre. Die Idee zu dem Buch sei im Zuge der Flüchtlingskrise 2015 entstanden. Sie wollte deren weitere Schilderung und Interpretation nicht allein anderen überlassen. Merkel und Baumann verhandelten direkt mit den Verlagen, auf eine Agentur verzichteten sie. Eigens für das Buch gründeten sie die teaMBook GbR, ferner mieteten sie eine Berliner Wohnung als Arbeitsplatz.
Angela Merkel stellte das Buch am Tag der Veröffentlichung, dem 26. November 2024, im Deutschen Theater in Berlin vor. In einem moderierten Gespräch mit der Journalistin Anne Will sprach Merkel über zentrale Themen und persönliche Erfahrungen, die in ihren Memoiren behandelt werden.

## Auflage
Das Buch erschien mit einer Erstauflage von 400.000 Exemplaren, die am 26. November 2024 ausgeliefert bzw. verkauft worden waren. Ein erster Nachdruck erscheint mit 200.000 Exemplaren Anfang Dezember 2024. Insgesamt wurde das Buch laut Media Control in der ersten Verkaufswoche mehr als 200.000 mal verkauft. Ulrike Altig, Geschäftsführerin von Media Control, erklärte in einer Pressemitteilung, dass kein anderes Buch in diesem Jahr „einen derart fulminanten Start hingelegt“ habe. Die englische, spanische und französische Übersetzung von Freiheit erschienen zeitgleich mit der deutschsprachigen Ausgabe in etwa 20 Ländern.

## Rezensionen
Die FAZ (Günter Bannas) schreibt: „Es gab in ihrer eigenen Partei spekulative Befürchtungen, Merkel würde, wo nun alles vorüber ist, zur Auflagensteigerung politische und persönliche Abrechnungen vornehmen. Die Weggefährten müssen sich nicht sorgen.“ Bannas kritisiert auch, dass Merkel allenfalls da Selbstkritik übt, wenn es um schlecht vorbereitete Interviews oder das Rauchen geht. Marlena Wessollek äußert: „Altkanzlerin Merkel kritisiert Forderungen ihrer Partei, Asylbewerber an der Grenze abzuweisen. Sie sehe eine ‚Bringschuld‘ der Deutschen gegenüber Migranten, sagte sie.“ Im Handelsblatt heißt es zu den Memoiren: „Und sie bezieht Position auch in einer aktuellen Entwicklung: Sie bekennt, dass sie sich einen Sieg der demokratischen US-Präsidentschaftsbewerberin Kamala Harris gewünscht habe.“ Stefan Kuzmany schreibt im Spiegel: „»Freiheit« verrät praktisch nichts. Und damit womöglich alles. In »Freiheit«, ihrer heute erscheinenden Autobiografie, beweist Angela Merkel auf mehr als 750 Seiten einmal mehr ihre erschöpfende Gründlichkeit. Das klingt dröge? Ist es.“ Stefan Reinecke bedauert in der taz, dass „[…] ein so hohes Amt der Sprache der Personen ein stählernes Korsett überwirft. Das quasi zu einer Art Verstaatlichung einer lebendigen Person zu einer Figur führt, aus der fast alle Spontaneität und Lust zu erzählen entweicht.“ Umgekehrt freut er sich über die Teile, in denen Merkel recht frei von ihrer Jugend und ihrer Zeit noch vor der Politik berichtet. Sven Trautwein (FR) hebt in einer Rezension die Darstellung ihrer politischen Erfolge hervor.

## Ausgaben
- Angela Merkel, Beate Baumann: Freiheit: Erinnerungen 1954–2021. Kiepenheuer & Witsch, Köln, 2024 (1. Auflage; 2025 - 5. Auflage), 736 Seiten. Darin 32 Seiten Illustrationen mit 92 Fotografien. ISBN 978-3-462-00513-4. (auch als E-Book; Inhaltsverzeichnis auf einer Verlagsseite)
- Als Hörbuch, von Corinna Harfouch gelesen: Freiheit: Erinnerungen 1954–2021. Argon, Berlin 2024. ISBN 978-3-8398-2150-3.
  - Engl.sprachig: Freedom : Memoirs 1954–2021. 720 Seiten. Macmillan, London, 2024. Arbeitsteilig 8 Übersetzerinnen. ISBN 978-1-03-502075-1.
  - bzw. in den USA bei St. Martin's Press, NYC, ISBN 978-1-2503-1990-6.
  - Französischsprachige: Liberté : mémoires 1954–2021. Olivier Manonni, Corinna Gepner (Übersetzung). Verlag Albin Michel, 2024, 681 Seiten. ISBN 978-2-226-48389-8.
  - Spanischsprachige Ausgabe: Libertad : Las memorias de Angela Merkel (1954–2021). 2024. Christian Martí Menzel (Übersetzung). ISBN 978-84-1132-848-7.

## Die Biografie Merkels in Kunst und Literatur
Ein, soweit sich das über einen biographischen Fotoband sagen lässt, vergleichbares Projekt stammt von der Profi-Fotografin Herlinde Koelbl. Ihre in Jahresabständen gemachten Bilder zeigen Merkels äußerlichen Veränderungen zwischen 1991 und 2021. Im Vergleich mit den 90 Aufnahmen im 32-seitigen Bildteil stellen sie Merkel jeweils vor einem neutralen Hintergrund ohne weitere Umgebung wie in einem Zeitrafferfilm dar. Die ersten Aufnahmen entstanden für Koelbls Langzeitprojekt Gesichter der Macht (1999) und setzten sich bis 2021 fort. Die 90 Aufnahmen in Merkels und Baumanns Buch sind zum Teil private Aufnahmen und Aufnahmen beauftragter Pressefotografen, die oft Begegnungen mit anderen Politikern dokumentieren.